# جون دونكان (سياسي نيوزلندي)
جون دونكان (بالإنجليزية: John Duncan)‏ هو سياسي نيوزلندي، ولد في 1848 في دندي في المملكة المتحدة، وتوفي في 2 فبراير 1924. انتخب عضو مجلس النواب النيوزيلندي عن دائرة Wairau (New Zealand electorate) ‏ (1908 – 1911).